# Machiavel (album)
Machiavel is het debuutalbum van de Belgische muziekgroep Machiavel. Het album werd opgenomen in de geluidsstudio D.E.S. in Brussel. Muziekproducent was Jack Say; een Engelse variant van Jacques Ysaÿe, eigenaar van de studio en oom van de drummer. Een eerste compact discuitgave vond plaats in 1993, daarna volgden nog heruitgaven. De muziek werd ingedeeld bij de progressieve rock, dat vanwege de complexe muziek en relatief lange nummers. Het werd soms omschreven als een minder bombastische Barclay James Harvest.
Ter promotie van het album trad Machiavel op tijdens het Bilzen Festival (13 augustus 1976) waarbij ze stond geprogrammeerd tussen artiesten als Supercharge Graham Parker, Steeleye Span, Eric Burdon en Rick Wakeman. 

## Musici
- Jack Roskam – gitaar, achtergrondzang
- Roland De Greef – basgitaar, achtergrondzang
- Albert Letecheur – toetsinstrumenten en tweede gitaar
- Marc Ysaÿe – drumstel, percussie, zang

## Muziek
| Nr. | Titel                                      | Duur |
| --- | ------------------------------------------ | ---- |
| 1.  | Johan’s brother told me (Ysaëe, Letecheur) | 7:30 |
| 2.  | Cheerlesness (Ysaëe, Letecheur)            | 6:40 |
| 3.  | Cry no more (Ysaëe, Roskam)                | 5:20 |

| Nr. | Titel                                                      | Duur |
| --- | ---------------------------------------------------------- | ---- |
| 1.  | When Johan died, sirens were singing (Ysaÿe, Letecheur)    | 9:20 |
| 2.  | I am (Roskam)                                              | 1:30 |
| 3.  | Leave it where it can stay (Ysaÿe, Una Faravel, Letecheur) | 8:35 |

De cd-uitgave werd aangevuld met opnamen uit 1974: To be free (3:01), Don’t remember (3:34) en When you turn green (2:44)